# Werner Steinberg
Udo Werner Steinberg (* 18. April 1913 in Neurode, Schlesien; † 25. April 1992 in Dessau) war ein deutscher Schriftsteller, der auch unter den Pseudonymen Udo Grebniets und Udo Grebnitz publizierte.

## Leben
Werner Steinberg war der Sohn eines Spediteurs. Seine Kindheit verbrachte Steinberg in Verden/Aller, in Ohlau (Schlesien) und schließlich, nach dem Tod des Vaters im Jahre 1921, in Breslau. Ab 1929 besuchte er die Oberstufe einer Aufbauschule. 1932 wurde er Mitglied der Kommunistischen Partei und des Sozialistischen Schülerbundes und veröffentlichte erste literarische Arbeiten in linken Zeitschriften. Nachdem er 1933 sein Abitur gemacht hatte, studierte er Pädagogik an der Hochschule für Lehrerbildung in Elbing. Während eines Ferienaufenthalts versuchte er in Riga mit einer Gruppe von Freunden, in die Sowjetunion zu emigrieren, was jedoch misslang und mit der Ausweisung aus Lettland endete. Im Jahre 1934 wechselte Steinberg an die Hochschule für Lehrerbildung in Hirschberg. Er gründete dort eine illegale Gruppe, die vor allem mit Hilfe von Flugblättern Widerstand gegen das NS-Regime zu leisten versuchte. Im November 1934 wurde Steinberg von der Gestapo verhaftet und im August 1935 in einem Prozess wegen Vorbereitung zum Hochverrat zu drei Jahren Jugendgefängnis verurteilt. Diese Strafe verbüßte er in Breslau.
Nach seiner Entlassung aus der Haft im November 1937 fand er eine Stelle als Kontorist bei der Schlesischen Zeitung. 1938 heiratete er seine erste Frau Gerda Ruth Hoffmann. Im Februar 1939 wechselte er zur Druckerei des Gau-Verlags Niederschlesien, anfangs als Redakteur, ab 1942 auch als Lektor. In den folgenden Jahren konnte Steinberg eine Reihe von Büchern veröffentlichen. Die dortige Anstellung verschwieg er nach dem Krieg gegenüber der Vorbereitenden Kommission der Internationalen Flüchtlings-Organisation
.Da er 1944 von der Wehrmacht ausgemustert worden war, gelang es ihm, im Januar 1945 von Breslau in den Westen zu fliehen, wo er sich mit seiner Familie zunächst in Reutlingen niederließ.
In den ersten Nachkriegsjahren war Steinberg Mitarbeiter beim Tübinger Schwäbischen Tagblatt und bei der sozialistischen Jugendzeitschrift Zukunft. Bereits 1945 war er wieder der südwestdeutschen Kommunistischen Partei beigetreten. 1948 zog er nach Stuttgart und heiratete Christa Kunert.
Im Jahre 1949 wurde er Chefredakteur der Schlesischen Rundschau, die er 1950 wieder verließ. Er übte verschiedene Tätigkeiten aus (unter anderem für den Schulfunk und als Außenlektor) und war Mitarbeiter bei der Deutschen Woche und der deutsch-französischen Zeitschrift Documents. In die 1950er Jahre fällt auch seine Brieffreundschaft mit Arno Schmidt. Nachdem er bereits seit 1953 Beiträge für die in Düsseldorf erscheinende Deutsche Volkszeitung geliefert hatte, zog er 1956 mit seiner dritten Frau Erna nach Düsseldorf. Dort war er am 16. Februar 1956 Mitbegründer und erster Schriftführer der Heinrich-Heine-Gesellschaft. Neben seiner journalistischen Tätigkeit verfasste Steinberg Romane, deren Veröffentlichung in der Bundesrepublik sich häufig problematisch gestaltete bzw. abgelehnt wurde. Im Frühjahr 1956 erlitt der Autor einen Nervenzusammenbruch. Nach dem Verbot der KPD im August 1956 entschloss sich Steinberg, in die DDR überzusiedeln. 1957 traf er in Leipzig ein.
In der DDR erhielt Steinberg derart günstige Konditionen von seinen Verlagen, dass er sich auf die Arbeit an seinen Romanen konzentrieren konnte. Trotz gelegentlicher Kritik von Seiten der SED an seinen gestalterischen Mitteln und seiner „pessimistischen“ Einstellung erreichten seine Bücher in der DDR hohe Auflagen. 1958 wurde Steinberg in den Deutschen Friedensrat gewählt, was ihm als Delegierten Reisen unter anderem nach Japan und in die Sowjetunion ermöglichte. 1959 zog er nach Dessau um, wo er bis 1970 den neu gegründeten „Zirkel Schreibender Arbeiter“ leitete. 1967 schloss er seine vierte Ehe mit Barbara Poppe. Ab Mitte der 1960er Jahre verfasste Steinberg eine Reihe von Kriminalromanen und utopischen Romanen.
In dem Roman Und nebenbei ein Mord,  der 1968 und 1970 veröffentlicht wurde, stellt er die Doppelidentität von Claus Peter Volkmann dar.
Nach der Ausbürgerung Wolf Biermanns im November 1976 ging Steinberg, ohne sich an den offenen Protesten von DDR-Schriftstellern zu beteiligen, auf Distanz zur Politik des Schriftstellerverbandes der DDR. Sein gesellschaftskritischer Roman Die Mördergrube konnte daraufhin in der DDR nur als „Bruchstück“ erscheinen, die erste vollständige Ausgabe erschien 1986 in der Bundesrepublik Deutschland. Nach der Wende waren Steinbergs Bücher nicht mehr gefragt und wurden nicht mehr veröffentlicht. 1992 erlitt er einen Schlaganfall, der zu seinem Tode führte.
Werner Steinberg erhielt 1959 die Friedensmedaille des Deutschen Friedensrates, 1963 die Verdienstmedaille der DDR, 1964 den Händelpreis des Bezirkes Halle und 1966 sowie 1975 den Kunstpreis des FDGB.
Werner Steinberg war der Vater der Fotografen Uwe Steinberg und Detlev Steinberg.

## Bibliografie
- Husarenstreich der Weltgeschichte. Roman. Adam Kraft Verlag, Karlsbad; Leipzig 1940.
- Herz unter Tag. Roman. Adam Kraft Verlag, Karlsbad; Leipzig 1941.
- Tizian im Fegefeuer. Novelle. Schlesien-Verlag, Breslau 1941.
- Das Antlitz Daniels. Ein Roman. Verlag Wilhelm Gottlieb Korn, Breslau 1942.
- Die Vollendung. Novelle. Gauverlag NS-Schlesien, Breslau 1942.
- Musik in der Nacht. Roman. Gauverlag NS-Schlesien, Breslau 1943.
- Gib einmal noch uns Trunkenheit. Gedichte NS-Gauverlag Niederschlesien, Breslau 1944.
- Die Korallenschnur: Novelle. NS-Gauverlag  Niederschlesien, Breslau 1944.
- Marion Meinard: Novelle. Gauverlag NS-Schlesien, Breslau 1944.
- Es leuchtet ein Licht. Gedichte. Die Zukunft, Reutlingen 1947.
- Der Maskentanz: Novelle. Verlag Neues Leben, Berlin 1948.
- Schwarze Blätter. Roman. Heidenheimer Verlagsanstalt, Heidenheim a.d. Brenz 1953.
- Der Tag ist in die Nacht verliebt. Verlag Deutsche Volksbücher, Stuttgart 1955.
- Als die Uhren stehenblieben. Roman. Mitteldeutscher Verlag, Halle (Saale) 1957.
- Einzug der Gladiatoren. Roman. Mitteldeutscher Verlag, Halle (Saale) 1958.
- Wechsel auf die Zukunft. Roman. Mitteldeutscher Verlag, Halle (Saale) 1958.
- Der Prozeß um Jutta Münch. Schicksal eines Romans. Kongress Verlag, Berlin 1960.
- Hinter dem Weltende. Verlag der Nation, Berlin 1961.
- Wasser aus trockenen Brunnen. Roman. Mitteldeutscher Verlag, Halle (Saale) 1962.
- Ohne Pauken und Trompeten. Roman. Mitteldeutscher Verlag, Halle (Saale) 1965.
- Der Hut des Kommissars. Kriminalroman. Verlag Das Neue Berlin, Berlin 1966.
- Und nebenbei ein Mord. Kriminalroman. Verlag Das Neue Berlin, Berlin 1968.
- Protokoll der Unsterblichkeit. Roman. Mitteldeutscher Verlag, Halle (Saale) 1969.
- Der Schimmel mit den blauen Augen. Mit Fotografien von Uwe Steinberg. Verlag Neues Leben, Berlin 1969.
- Ikebana oder Blumen für den Fremden: Roman. Verlag Das Neue Berlin, Berlin 1971.
- Ein Mann namens Nottrodt. Kriminalroman. Verlag Das Neue Berlin, Berlin 1972.
- Die Augen der Blinden. Utopischer Roman. Verlag Das Neue Berlin, Berlin 1973.[6]
- Jeder Dank ist Neubeginn. Worte zum Nach-Denken. Brockhaus, Wuppertal 1973, ISBN 3-417-00431-4.
- Die Eselstreiberin. Erzählung. Mitteldeutscher Verlag, Halle (Saale) 1973.
- Pferdewechsel. Roman. Mitteldeutscher Verlag, Halle (Saale) 1975.
- Zwischen Sarg und Ararat. Utopischer Roman. Greifenverlag, Rudolstadt 1978.
- Der letzte Fall des Kommissars. Kriminalroman. Mitteldeutscher Verlag, Halle; Leipzig 1982.
- Bruchstück. Kurzroman. Mitteldeutscher Verlag, Halle; Leipzig 1983.
- Fahndung nach dem Untier. Verlag Volk & Welt, Berlin 1983.
- Die Mördergrube. Roman. Hoffmann und Campe, Hamburg 1986, ISBN 3-455-07443-X.
- Zwei Schüsse unterm Neumond. Kriminalroman. Mitteldeutscher Verlag, Halle; Leipzig 1988, ISBN 3-354-00331-6.

als Herausgeber:
- Poetische Werkstatt: Erzählungen und Gedichte des Dessauer Stadtzirkesl W. Majakowski. Verlag der Nation, Berlin 1968.